# Sarpedon
Sarpedon (grško starogrško Σαρπηδὠν, Sarpidón)  je ime treh oseb iz grške mitologije.

## Sarpedon, sin Zevsa in Evrope
Prvi Sarpedon je bil sin Zevsa in Evrope in brat Minosa in Radamantisa. Vzgojil ga je kralj Asterion, potem pa ga je kralj Minos izgnal in ga prisilil, da je poiskal zatočišče pri svojem stricu, kralju Kiliksu. Sarpedon je podjarmil Milijance in jim zavladal. Njegovo kraljestvo je po njegovem  nasledniku, kralju Liku, sinu Pandiona II., dobilo ime Likija. 
Po drugi različici legende je bil Sarpedon izgnan zaradi spora z Minosom in Radamantom zaradi dečka z imenom Milet, v katerega so bili vsi trije zaljubljeni. Ko se je Milet opredelil za Sarpedona, sta bila oba prisiljena zbežati s Krete v Likijo. Zgodba se je prvič pojavila v virih iz 2. stoletja pr. n. št.

## Sarpedon, sin Zevsa in Laodamije
Drugi Sarpedon je bil sin Zevsa in Belerofontove hčerke Laodamije. Tudi on je bil likijski kralj. Na prestol je prišel potem, ko so se njegovi strici odrekli kilikijski kroni. V trojanski vojni se je vojskoval na trojanski strani skupaj s svojim sorodnikom Glavkom in postal eden od največjih trojanskih junakov.
Med napadom na grški tabor je Sarpedon opazil Patrokla, oblečenega v Ahilova oblačila, in ga napadel v prepričanju, da se bori z največjim grškim junakom. Zevs je nameraval rešiti svojega sina, vendar ga je Hera opomnila, da v bojih umirajo tudi sinovi drugih bogov. Zevs je zato dovolil, da Sarpedon umre. Sledila je ostra bitka med Grki in Trojanci za njegovo truplo. Nazadnje so ga  Trojanci pokopali, Grki pa so obdržali njegovo truplo.

## Sarpedon iz Enosa
Tretji Sarpedon je bil tračanski sin Pozejdona in brat Poltisa, kralja Enosa. V grški mitologiji je opisan kot predrzen nasilnik, ki ga je ubil Heraklej.